# Partito Comunista del Turkmenistan (1998)
Il Partito Comunista del Turkmenistan (in turkmeno Türkmenistanyň Kommunistik Partiýasy, abbreviato TKP) è un partito politico comunista attualmente attivo in Turkmenistan operante nell'illegalità. È stato fondato nel 1998, sette anni dopo la caduta dell'Unione Sovietica.
L'originario Partito Comunista del Turkmenistan fu fondato nel 1924, quando il Paese divenne parte dell'Unione Sovietica; nel dicembre del 1991 si dissolse dando luogo al Partito Democratico del Turkmenistan. Nel 1992 fu istituito un comitato organizzativo per la ricostituzione del partito comunista, ma il partito non venne legalizzato.
Nel 1998 si tenne il congresso costitutivo del partito, ma fino al 2002 esso operò in semi-clandestinità. In quel periodo Serdar Rahimow, ex ambasciatore in Pakistan, divenne leader del partito comunista, che entrò a far parte dell'Unione dei Partiti Comunisti - Partito Comunista dell'Unione Sovietica.
Nel 2002 il regime turkmeno annunciò che vi era stato un attentato alla vita del presidente Saparmyrat Nyýazow: furono arrestate e condannate sei persone, tra cui Rahimow. Da allora il Partito Comunista opera in clandestinità.